# Wasungen
Wasungen ist eine Stadt im thüringischen Landkreis Schmalkalden-Meiningen in Deutschland. Sie ist Sitz der Verwaltungsgemeinschaft Wasungen-Amt Sand, der weitere drei Gemeinden angehören.

## Geografie
Die Stadt liegt im Südwesten Thüringens, elf Kilometer (Luftlinie) nördlich von Meiningen zwischen Thüringer Wald und Rhön im mittleren Werratal.

## Stadtgliederung
Zur Stadt Wasungen gehören folgende Ortsteile:
- Wasungen mit Bonndorf
- Hümpfershausen
- Metzels
- Oepfershausen
- Unterkatz
- Wahns

## Geschichte

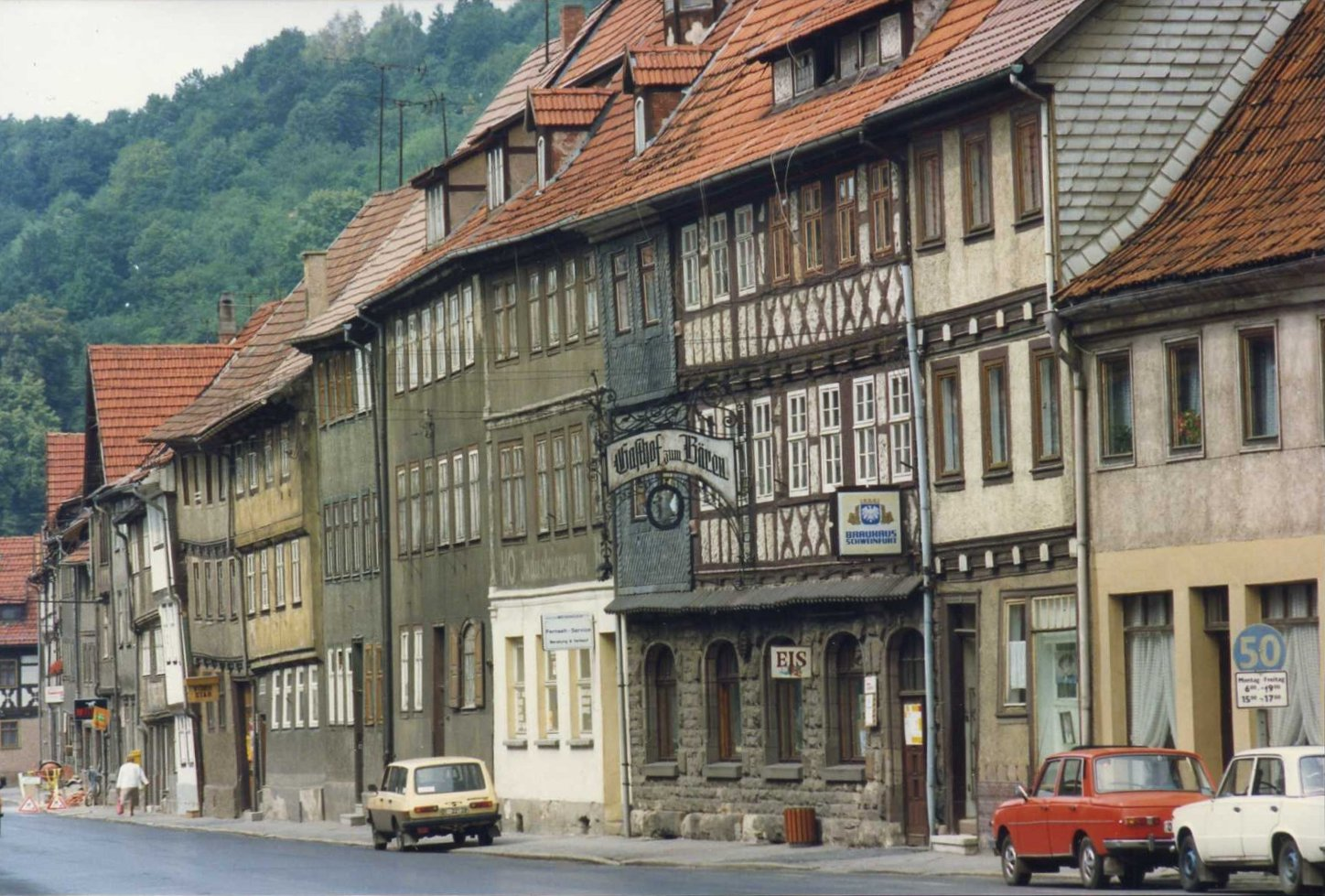
Innenstadt von Wasungen (1991)

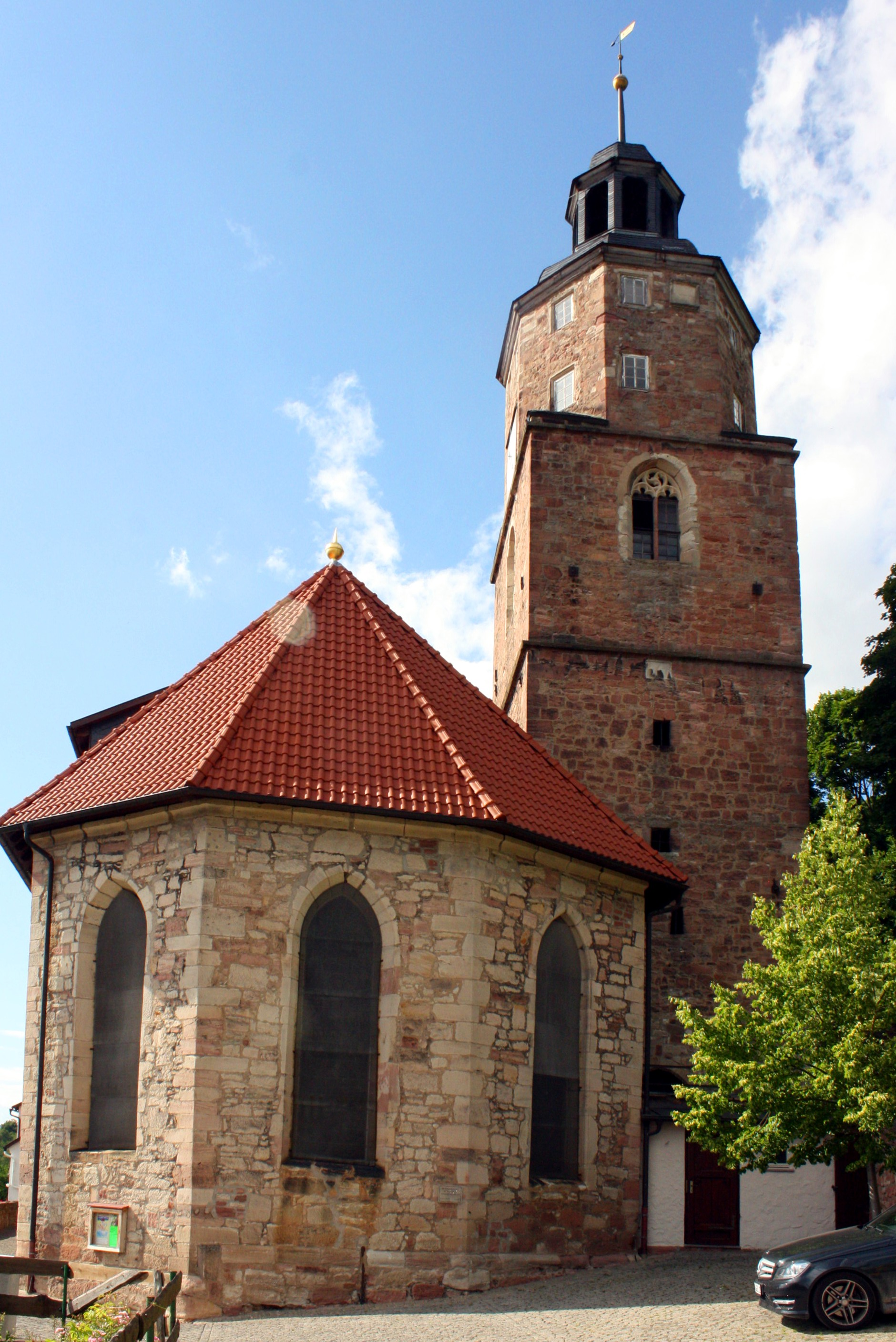
Stadtkirche St. Trinitatis von 1584

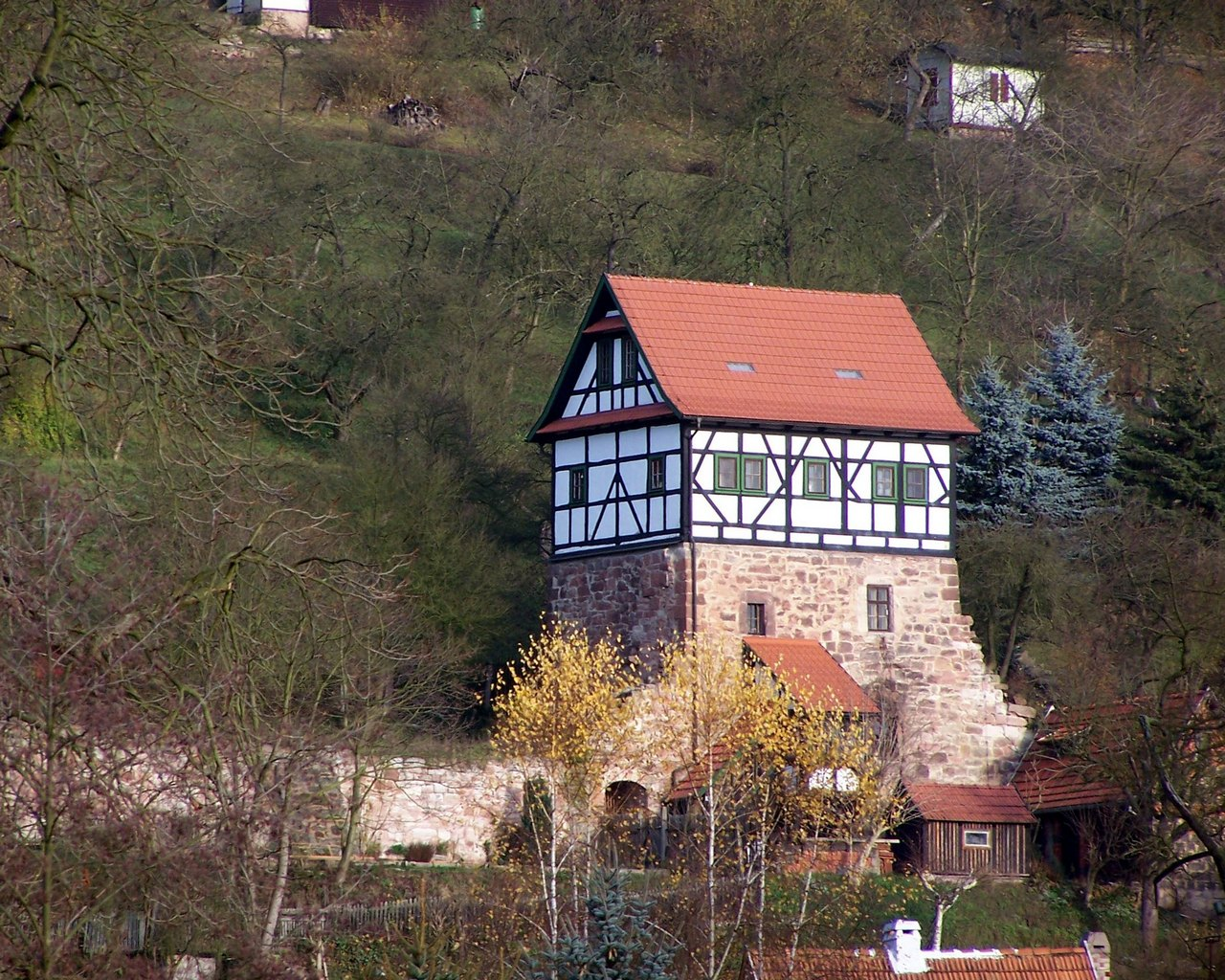
Pfaffenburg von 1387

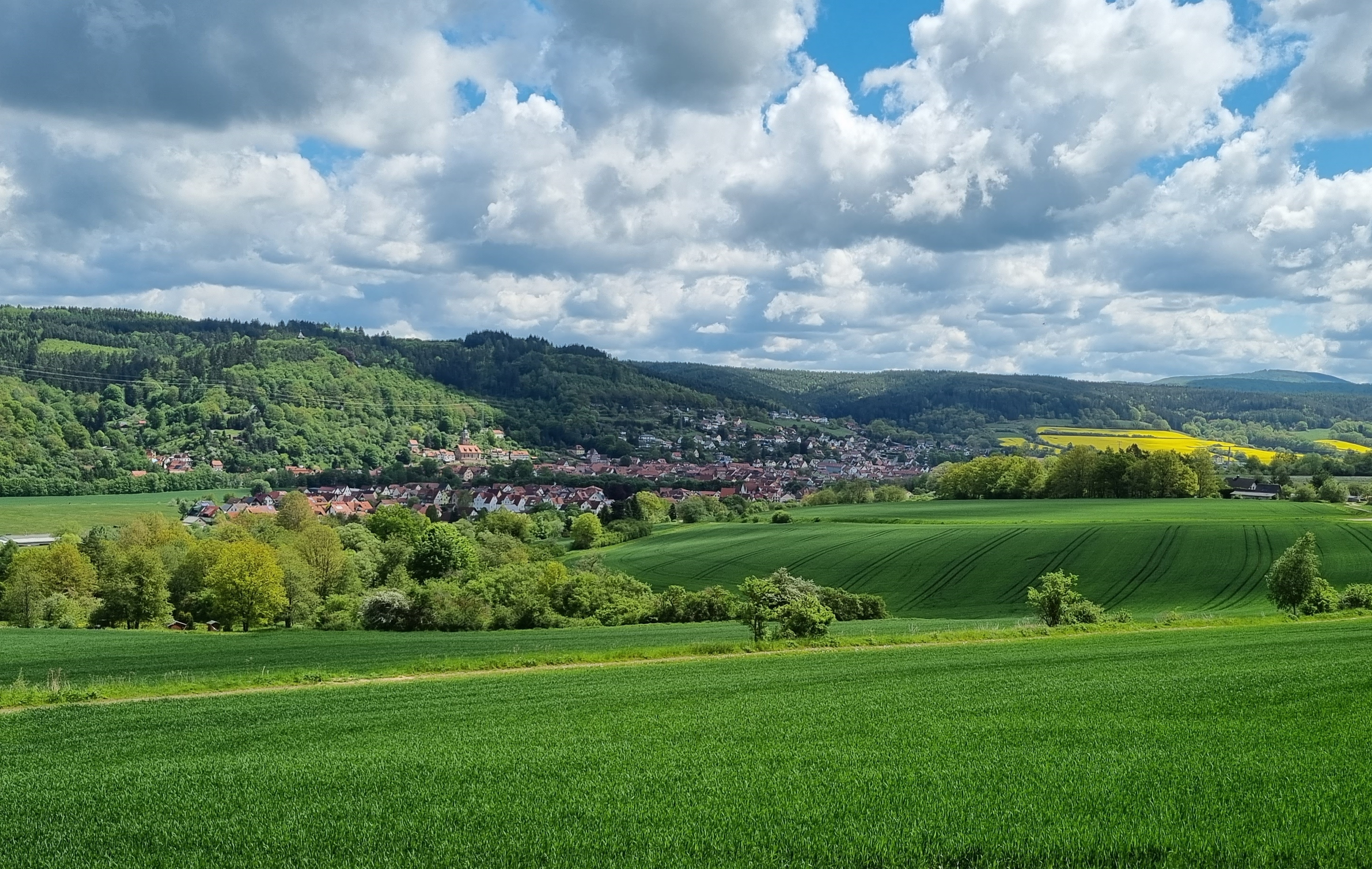
Wasungen vom Schwarzbacher Berg aus

### Mittelalter
Wasungen wurde neben Schwallungen und Schmalkalden in einer Schenkungsurkunde der Edlen Kunihilt an das Kloster Fulda 874 als Vuasunga erstmals urkundlich erwähnt. Der Name des Ortes leitet sich von dem althochdeutschen Wort „Wasen“ = feuchter Rasen ab. Der Name der 874 ersterwähnten, später aufgegebenen Agrarsiedlung links der Werra wurde auf die im 12. Jahrhundert auf der anderen Seite des Tals zu Füßen des Schlossbergs angelegte Marktsiedlung übertragen, deren Stadtwerdung die auf der Burg sitzenden Herren von Wasungen förderten.
Der edle und sehr reiche Siegfried von Wasungen (älteres Geschlecht) wurde erst kurz nach seinem Tod 1157 und die Burg 1190 erwähnt. Das jüngere Wasunger Geschlecht war mit den Grafen von Henneberg verwandt. Die von 1228 bis 1265 genannten Herren von Wasungen waren Ministeriale der Grafen von Henneberg, sie sind nicht exakt einer Familie zuzuordnen. Eindeutig gehört aber der 1265 erwähnte Friedrich zu den Wasungern. Er war Ministerialer des Grafen von Henneberg. 1274 gehörte dann Wasungen der Grafenlinie Henneberg-Schleusingen. Das Zentgericht wurde 1307 zum freien kaiserlichen Landgericht erhoben. Graf Berthold VII. von Henneberg-Schleusingen erwirkte im Jahre 1308 dem schon 1301 „oppidum“ genannten Ort das Schweinfurter Stadtrecht.
1299 wurde in Wasungen ein Wilhelmitenkloster gegründet, das bald zu einem ansehnlichen Grundbesitz gelangte und später in Widerspruch mit den Interessen des Bürgertums geriet. Es bestand bis zur Einführung der Reformation 1525 in der Grafschaft Henneberg.

### Frühe Neuzeit
Die Burg Wasungen wurde Sitz des Amts Wasungen. Später wurde sie mehrfach verpfändet. Im Bauernkrieg 1525 wurde sie im Gegensatz zu vielen anderen Burgen der Gegend nicht zerstört. Ab 1526 wurden die Gebäude zu einer Domäne umgestaltet und mit einem Pächter besetzt. Heute ist das Burggelände ein Hotel-Restaurant und Ausflugslokal.
Nach dem Aussterben der Henneberger kam Wasungen 1583 unter gemeinschaftliche Verwaltung der ernestinischen und albertinischen Wettiner. Bei der Realteilung der Grafschaft im Jahr 1660 kam Wasungen zu Sachsen-Gotha und 1680 an Sachsen-Meiningen.
Wasungen war von 1597 bis 1668 von Hexenverfolgungen betroffen. 22 Frauen gerieten in Hexenprozesse, sieben wurden verbrannt, eine starb unter der Folter, eine im Kerker. Erste Opfer waren Margaretha Zöllner und ihre Tochter.
Seit dem 16. Jahrhundert profilierte sich Wasungen zu einer Gewerbestadt mit Betonung der Metallberufe. Wasunger Gewehrmacher brachten es zu Weltspitzenleistungen. 1659 wurde Wasungen Ausgangspunkt und regionales Zentrum von Tabakanbau, -verarbeitung und -handel (bis zum 19. Jahrhundert in Blüte). Im Jahr 1708 rühmte der Geograph Johann Gottfried Gregorii alias Melissantes den exzellenten Tabak aus Wasungen.
In den Jahren 1747 und 1748 wurde die Stadt im Wasunger Krieg von gothaischen Truppen besetzt. Der „Krieg“ zwischen den beiden Ernestinischen Herzogtümern Sachsen-Gotha-Altenburg und Sachsen-Meiningen ging als eine der bemerkenswertesten Auswüchse der deutschen Kleinstaaterei im 18. Jahrhundert in die Geschichte ein.

### 20. Jahrhundert und Gegenwart
In der Zeit des Nationalsozialismus wurden mindestens zehn Einwohner Opfer von Zwangssterilisation. Während des Zweiten Weltkrieges mussten 130 Kriegsgefangene, Militärinternierte sowie Frauen und Männer aus den von Deutschland besetzten Ländern in Wasungen Zwangsarbeit leisten. Im hiesigen Kriegsgefangenen-Lazarett starben 295 Personen. An die sowjetischen Opfer des Lagers erinnert ein 1948 auf dem Hungerberg errichteter Gedenkstein. Ein Obelisk und ein weiterer Gedenkstein befinden sich auf dem Friedhof.
Am 1. Juli 1950 wurde die bis dahin eigenständige Gemeinde Bonndorf eingegliedert. Zum 1. Januar 2019 wurden die Gemeinden Hümpfershausen, Metzels, Oepfershausen, Unterkatz und Wahns im Rahmen der Gebietsreform in Thüringen in die Stadt Wasungen eingegliedert. Zuvor waren sie seit 1995 in der Verwaltungsgemeinschaft Wasungen-Amt Sand zusammengeschlossen. Dieser gehört die Stadt Wasungen mit den Ortsteilen weiterhin an.

## Einwohnerentwicklung
Entwicklung der Einwohnerzahl:
| - 1833: 6666 - 1994: 4026 - 1995: 4018 - 1996: 3989 - 1997: 3977 - 1998: 3959 - 1999: 3941 - 2000: 3918 | - 2001: 3852 - 2002: 3824 - 2003: 3802 - 2004: 3764 - 2005: 3736 - 2006: 3730 - 2007: 3696 - 2008: 3628 | - 2009: 3577 - 2010: 3542 - 2011: 3511 - 2012: 3467 - 2013: 3448 - 2014: 3387 - 2015: 3384 - 2016: 3382 | - 2017: 3306 - 2018: 3254 - 2019: 5498 * - 2020: 5450 - 2021: 5437 - 2022: 5437 - 2023: 5413 |

 Datenquelle: ab 1994 Thüringer Landesamt für Statistik – Werte vom 31. Dezember
* Neubildung am 1. Januar 2019

## Religion
39 % der Einwohner sind evangelisch, 2 % katholisch (Stand: 2011).

## Politik

### Stadtrat
Die Kommunalwahl 2024 mit einer Wahlbeteiligung von 62,8 % führte zu folgendem Ergebnis:
| Partei / Liste                   | Stimmenanteil | Sitze |
| AfD - Bürgerallianz für Wasungen | 25,7 %        | 5     |
| CDU                              | 21,8 %        | 4     |
| Freie Wähler Wasungen            | 17,4 %        | 3     |
| Zukunft Metzels                  | 9,6 %         | 2     |
| Wählergem. Hümpfershausen        | 7,8 %         | 2     |
| Wählergruppe Oepfershausen       | 5,3 %         | 1     |
| Freunde des Sports               | 4,6 %         | 1     |
| SV Fortuna Unterkatz             | 4,6 %         | 1     |
| FDP                              | 3,1 %         | 1     |

### Bürgermeister
Der seit 2016 amtierende Bürgermeister Thomas Kästner wurde bei der Bürgermeisterwahl 2022 mit 97,0 % im Amt bestätigt.

### Wappen
Blasonierung: „In Blau eine silberne Burg mit offenem Tor und zwei Krüppeltürmen; zwischen ihnen schwebend ein goldener Schild, darin eine schwarze Henne auf einem Dreiberg.“

### Partnerschaft
Mit Ostheim vor der Rhön, Landkreis Rhön-Grabfeld, Bayern besteht seit 1990 eine Städtepartnerschaft.

## Kultur und Sehenswürdigkeiten

### Bauwerke

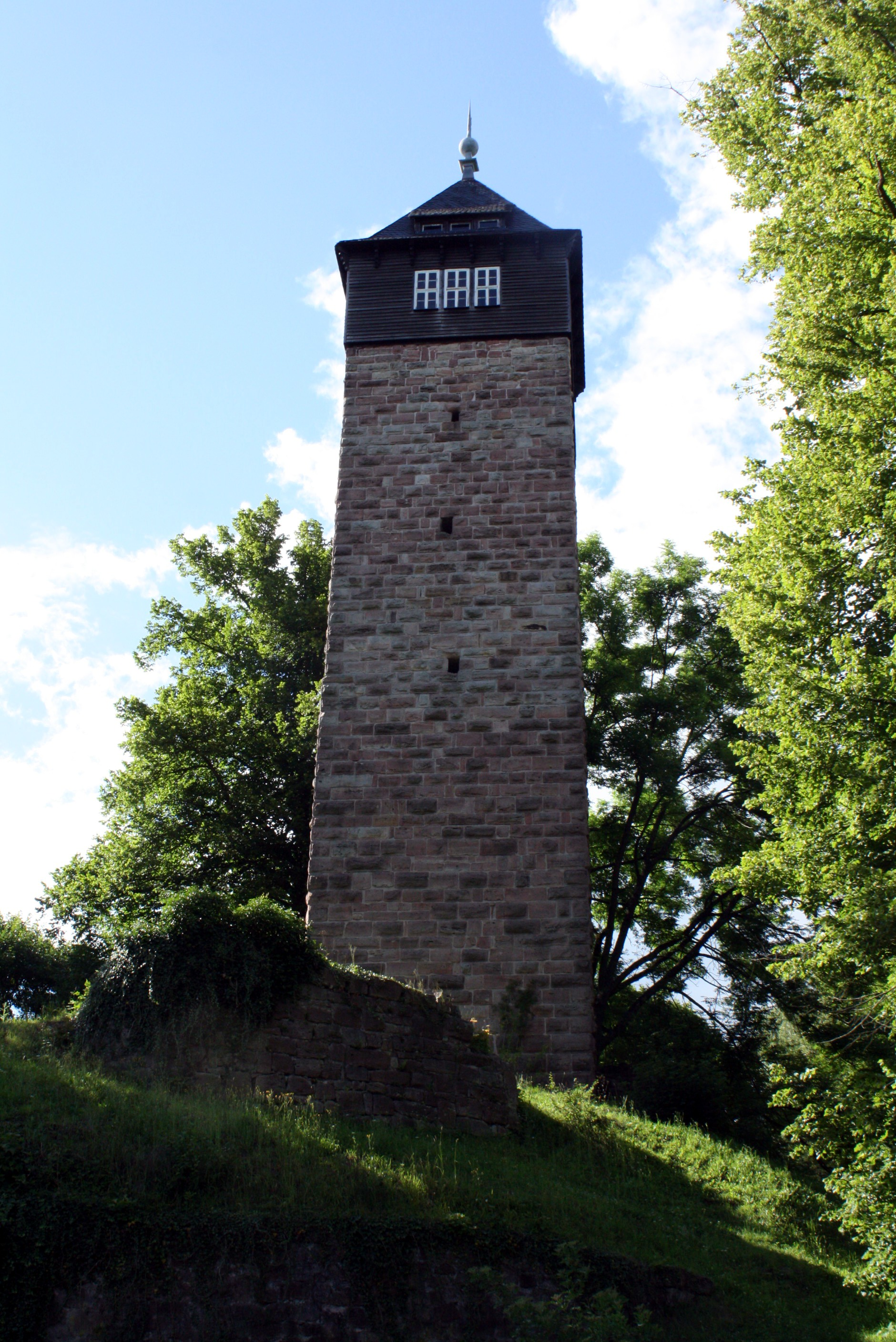
Burgruine Maienluft

Als Wahrzeichen der Stadt gilt die Burgruine Maienluft, die inzwischen eine Gaststätte beherbergt und deren Bergfried eine Aussicht auf das Werratal und die nahegelegene Vorderrhön bietet. Von der Burg sind noch Reste der Mauern und der Kapelle erhalten.
Die kleine Altstadt ist durch eine Vielzahl von Fachwerkbauten gekennzeichnet. Um den Marktplatz gruppieren sich Fachwerkhäuser aus dem 16. bis 20. Jahrhundert sowie das von 1532 bis 1534 errichtete Rathaus, ein dreigeschossiger Fachwerkbau mit asymmetrischem Erker, ferner die noch in spätgotischen Formen 1584 erbaute Stadtkirche St. Trinitatis, der Judenturm und die Pfaffenburg aus dem Jahr 1387.
Um 1299 entstand am linken Werraufer ein Wilhelmitenkloster, welches im Bauernkrieg 1525 zerstört wurde.

### Wasunger Karneval

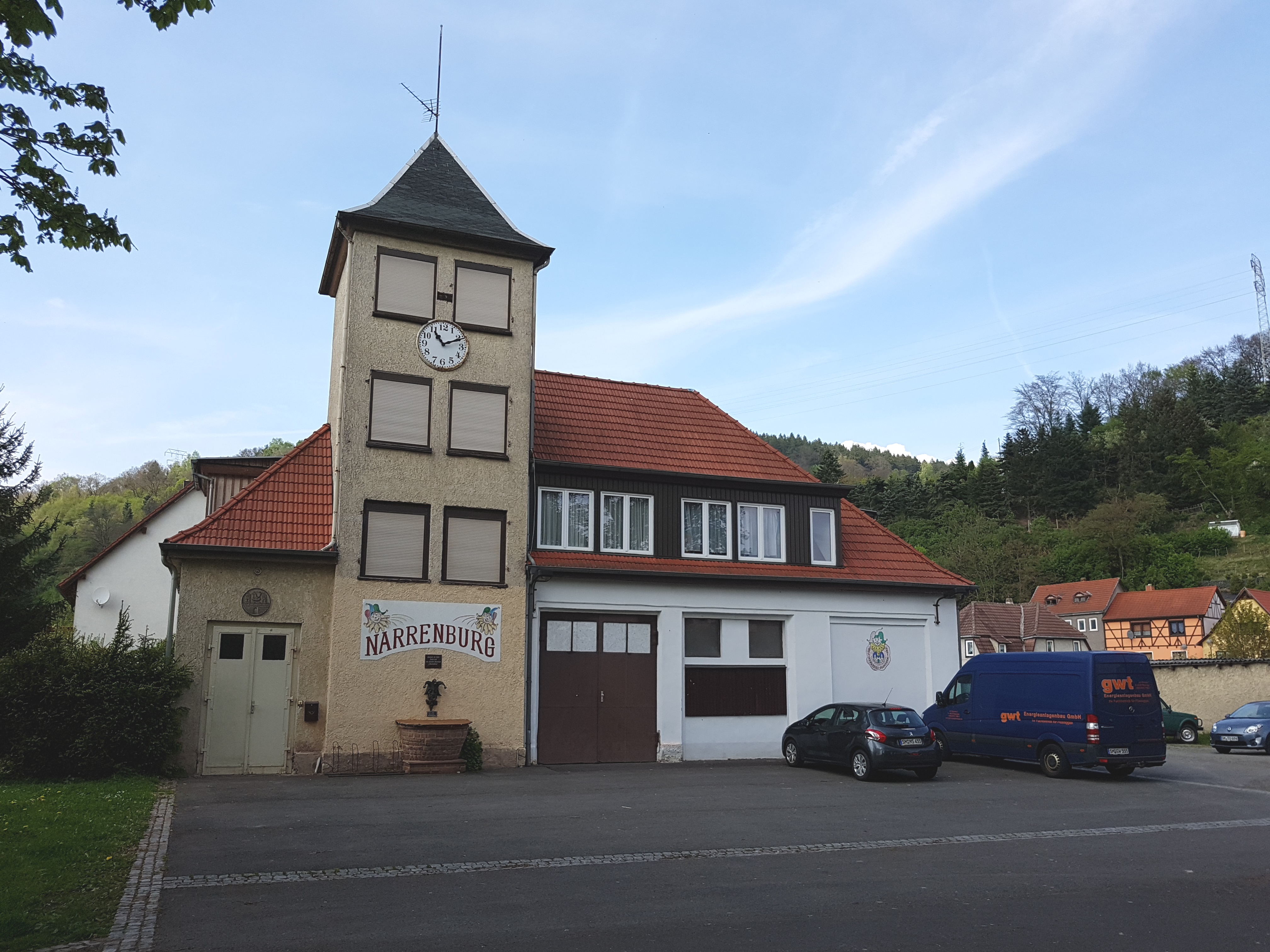
Karnevals-Zentrum „Narrenburg“

Bekannt ist Wasungen vor allem für den Wasunger Karneval. In einer Stadtrechnung von 1524 wird dieser erstmals urkundlich erwähnt. Somit blickt Wasungen auf eine der ältesten Traditionen bundesweit zurück.
Der große historische Festumzug mit ca. 2000 Mitwirkenden und rund 100 kreativen Umzugsbildern findet jedes Jahr unter einem anderen mundartlichen Motto statt – traditionell am Samstag vor Rosenmontag. „Woesinge Ahoi!“ ist der Karnevalsschlachtruf der Wasunger. Angeführt wird der Wasunger Umzug vom "Prinz Karneval" und seinem närrischen Gefolge. In der DDR wurde der Ort als Stadt des Volkskarnevals bezeichnet. Diese Tradition des „Volkskarnevals“ konnte sich Wasungen bis heute erhalten.
Die sagenhaften „Wasunger Streiche“ (so genannte „Woesinger“) stellen die Wasunger in eine Reihe mit den Schildbürgern, obwohl sich die Wasunger Streiche bei allen Gemeinsamkeiten in ihrer typischen Art deutlich unterscheiden.

## Damenstift Wasungen

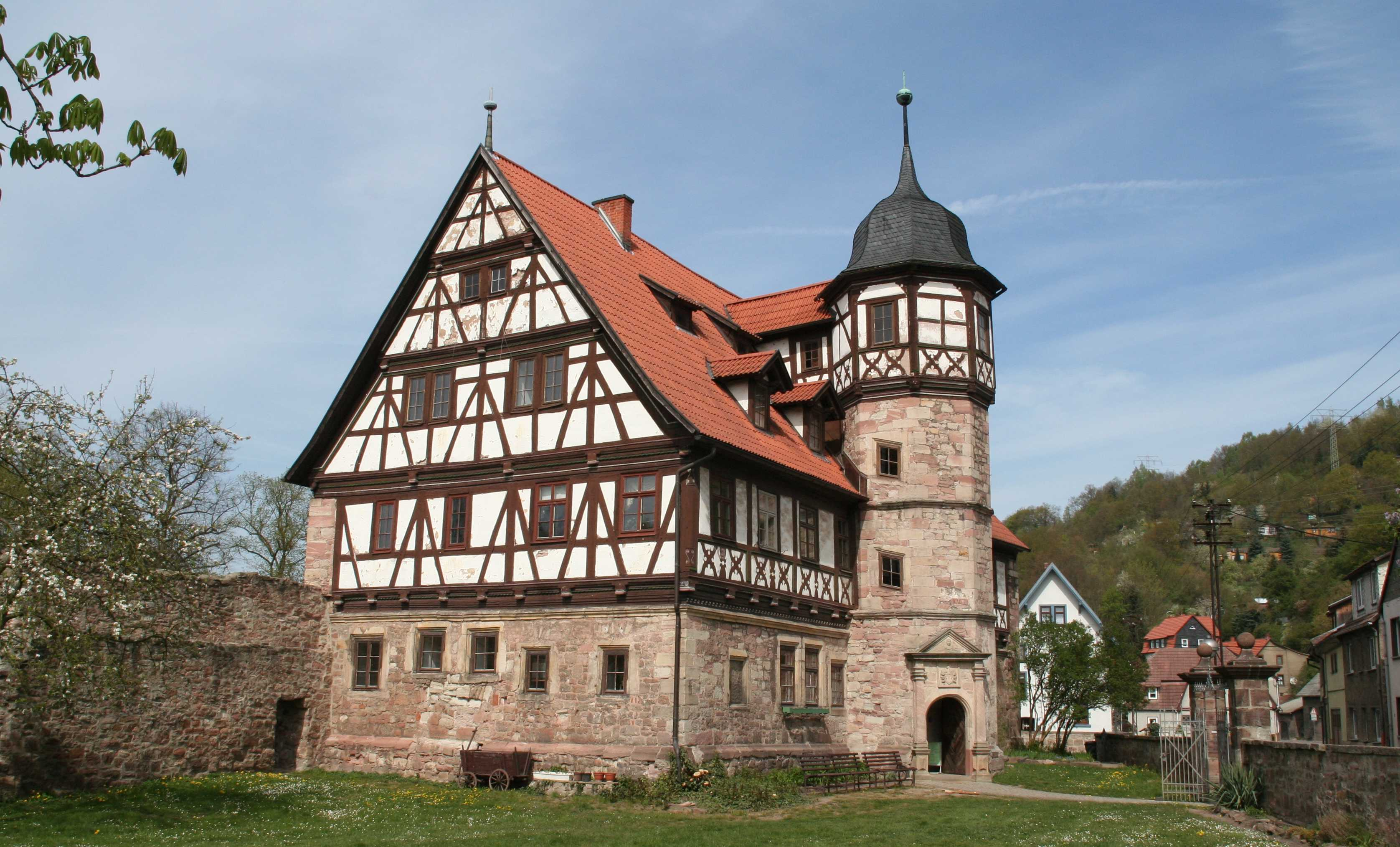
Damenstift Wasungen

Da Bernhard Marschalk von Ostheim aus seiner 1559 geschlossenen Ehe mit Christine Brigitte von Buchenau keine Kinder hinterließ, entschied er sich, sein Erbe in zahlreiche Stiftungen, u. a. für Arme, Pfarren, Schulen, Familienangehörige und unversorgte Adlige, einfließen zu lassen. Hervorzuheben sind etwa das Walldorfer Hospital oder das dortige Almosenlegat. 1596 ließ er den ererbten Marschalkschen Adelshof in Wasungen, bis dato ein Wehr- und Wohnturm mit Kemenate und Garten an der Stadtmauer, als repräsentativen Fachwerkbau im Renaissancestil neu errichten. Mit einem Stiftungskapital von 8.000 Gulden ausgestattet, sollte das Stift anfänglich vier ledige und bedürftige Töchter adliger Familien beherbergen und versorgen. 1601 zog Anna Maria Trott als erste Stiftsdame ein. Das Wasunger Damenstift stellte vermutlich die früheste beständige Gründung eines freiweltlichen evangelischen Frauenstiftes in Deutschland dar, das nicht aus einem ehemaligen mittelalterlichen Stift oder Kloster in der Reformationszeit hervorgegangen war. Nach sehr lange andauernden Versorgungsproblemen der Stiftsinsassen erfolgte eine merkliche Verbesserung erst durch verschiedene private und landesherrliche Zustiftungen ab dem 18. Jahrhundert, namentlich etwa durch die Herzogin Louise Eleonore von Sachsen-Meiningen anlässlich des Reformationsjubiläums im Jahr 1817. Fortan führte das Stift den Namen Herzoglich-Sächsisches Louisen-, Freiherrlich Marschalk’sches Damenstift Wasungen. Um die Wende vom 19. zum 20. Jahrhundert bestand der Wasunger Konvent aus 13 regulären, privaten und Anwartschaftsstellen für adlige, aber auch für bürgerliche Stiftsdamen. Nur fünf davon bewohnten aber eine Wohnung im Stiftshaus. Die verbleibenden Konventualinnen bezogen lediglich eine Präbende und durften den Stiftsorden tragen. Da weitere Zustiftungen nach der Jahrhundertwende ausblieben und so eine zeitgemäße Anpassung der Präbenden an die veränderten allgemeinen Währungs- und Preisverhältnisse nicht gewährleistet werden konnte, wurden nach und nach die verschiedenen Stellen nicht mehr besetzt. Das Stift löste sich mit dem Tod der letzten Stiftsbewohnerin und Pröpstin Emilie Karoline Ida von Stein im Jahr 1931 auf. Heute beherbergt das ehemalige Stiftshaus das Wasunger Stadtmuseum und -archiv, die Tourist-Information sowie das Thüringer Karnevalsmuseum.

## Wirtschaft und Infrastruktur

### Verkehr
Wasungen liegt an der Werrabahn, die Eisenach mit Eisfeld und Sonneberg verbindet. Die Süd-Thüringen-Bahn bedient die Strecke im Stundentakt.
Mitten durch den Ort führt die Bundesstraße 19. Dies beeinträchtigt die historischen Häuser an der Hauptstraße. Im Raumordnungsverfahren wurde eine Tunnelvariante als Ortsumgehung festgelegt. Die Ortsumfahrung Wasungen der B 19 befindet sich im Bundesverkehrswegeplan 2035 in der Kategorie „Dringlicher Bedarf mit Planungsrecht“.

### Ansässige Unternehmen
Am Ortsausgang an der B 19 in Richtung Meiningen ist nach der Wende ein kleines Industrie- und Gewerbegebiet entstanden. Die beiden bedeutendsten Unternehmen der Stadt befinden sich jedoch an der Aluminiumstraße am Ortsausgang Richtung Fulda, die PREFA Aluminiumprodukte GmbH und die TUBEX Wasungen GmbH (TUBEX-Gruppe) mit 180 Mitarbeitern. Beide Unternehmen gehören zur CAG Holding, die ihren Stammsitz in Österreich hat. Sie gehen auf den ehemaligen VEB Metallwerk Wasungen aus DDR-Zeiten zurück, der zum VEB Kosmetik-Kombinat Berlin gehörte und damals beinahe den gesamten Bedarf an Aluminiumtuben abdeckte.

### Öffentliche Sicherheit und Brandschutz
Im Wasunger Rathaus ist der Sitz eines Kontaktbereichsbeamten der Thüringer Polizei, welcher der Polizeiinspektion Schmalkalden-Meiningen direkt unterstellt ist.
Der Brandschutz in Wasungen und seinem Ortsteilen Hümpfershausen, Metzels, Oepfershausen, Unterkatz und Wahns wird durch die Freiwillige Feuerwehr Wasungen sichergestellt. Die Feuerwehr Wasungen und die Wehren der einzelnen Ortsteile arbeiten eng zusammen. Die Wache Wasungen ist zudem eine Feuerwehr mit überörtlichen Aufgaben im Landkreis Schmalkalden-Meiningen, welche im Gefahrenabwehrkonzept des Landkreises mit Technik und Mitteln bereitsteht. Im Ortsteil Wahns befindet sich zudem seit Januar 2021 die Rettungswache, welche vorher in Rippershausen beherbergt war.

### Bildung
Wasungen verfügt über eine Staatliche Regelschule und eine Kindertagesstätte des deutschen Roten Kreuzes.

## Persönlichkeiten

### Ehrenbürger
- 1917: Paul von Hindenburg (1847–1934), Generalfeldmarschall[14]
- 2018: Günther Wölfing (1940–2019), Historiker

### Söhne und Töchter der Stadt
- Melchior Vulpius (1570–1615), Kantor und Komponist
- Johann Valentin Meder (1649–1719), Komponist und Organist
- Johann Georg Liebknecht (1679–1749), Professor der Theologie und Mathematik in Gießen
- Nicolaus Ephraim Bach (1690–1760), Organist
- Johann Friedrich Glaser (1707–1789), Mediziner
- Wilhelm Friedrich Hermann Reinwald (1737–1815), Bibliothekar und Sprachwissenschaftler
- Wilhelm Christian Müller (1752–1831), Musikschriftsteller, Kantor und Pädagoge
- Heinrich Cotta (1763–1844), Forstwissenschaftler, geboren im Forsthaus Kleine Zillbach
- Johann Wilhelm Hoßfeld (1768–1837), Forstmathematiker, geboren in Oepfershausen
- Johann Valentin Blaufuß (1769–1850), Feldvermesser und Kartograph
- Tuiskon Ziller (1817–1882), Pädagoge
- Ernst Johann Schaller (1841–1887), Maler und Hochschullehrer
- Karl Schaller (1846–1922), Jurist, Landrat, Oberbürgermeister von Meiningen und Staatsminister
- Hans Krech (1914–1961), Professor für Angewandte Phonetik und Sprachheilpädagogik und Sprachwissenschaft an der Universität Halle
- Günther Wölfing (1940–2019), Historiker
- Linde Bischof (* 1945), Malerin und Grafikerin
- Roman Seyfarth (* 1963), Fußballspieler

### Weitere Persönlichkeiten
- Johann Steurlein (1546–1613), Komponist, Dichter, Stadtschultheiß in Meiningen, war 20 Jahre in Wasungen tätig
- Bruno Leipold (1879–1948), Kantor und Komponist, war 12 Jahre in Wasungen tätig